# Naddles Beck
Der Naddles Beck ist ein Wasserlauf im Lake District, Cumbria, England. Er entsteht westlich von Penruddock und fließt in nordwestlicher Richtung bis zu seiner Mündung in den Barrow Beck.